# Raportul Woolf
Raportul Woolf (Raportul privind accesul la justiție) se referă la amplele reforme ale procedurilor civile din Marea Britanie de la sfârșitul anilor 90. La 26 iulie 1996, Lordul Woolf a publicat Raportul privind accesul la justiție. În cadrul acestuia, Lordul Woolf a identificat o serie de probleme ale sistemului judiciar civil britanic.

## Principii
Pentru rezolvarea problemelor sistemului judiciar civil britanic, Lordul Woolf a propus următoarele principii pe care acesta trebuie să le îndeplinească pentru a asigura accesul efectiv al justițiabilului la justiție:
- să fie just în rezultatele pe care le oferă;
- să fie echitabil în modul în care tratează justițiabili;
- să ofere procedurile adecvate, la un cost rezonabil;
- să permită rezolvarea cazurilor într-un timp rezonabil;
- să fie ușor de înțeles pentru cei care-l folosesc;
- să fie receptiv la nevoile celor care-l folosesc;
- să ofere certitudine; și
- să fie eficient: cu resursele și organizare adecvate.

## Reforma sistemului civil
Ca urmare a acestei reforme, cuvintele din documentele instațelor civile ca ”writ”, ”plaintiff” sau ”minor” au fost înlocuite de termeni ca ”claim form”, ”claimant” sau ”child”. Expresii latinești din pledoariile ”barrister”-ilor englezi au fost adaptate la nivelul de înțelegere al justițiabililor (eg. ”in camera” a devenit ”in private”; ”ex parte” a devenit ”without notice”; ”inter partes” a devenit ”with notice”).

## Reforma la nivelul profesiilor juridice
Pe lângă reforma din sistemul civil de justiție, Raportul Woolf a contribuit la o mișcare amplă de promovare a limbajul simplu (plain English) în rândul profesiilor juridice din Marea Britanie. Firme de avocatură celebre din city-ul londonez, așa numitul ”Magic Circle”, au început să dezvolte seturi de reguli interne și să ceară avocaților să participe la cursuri obligatorii pentru folosirea limbajului simplu, în defavoarea ”legalese”-ului, întortocheat și plin de cuvinte arhaice.